# ناتالي روزر
ناتالي جين روزر عارضة أزياء أسترالية.

## نشأتها و حياتها المهنية
ولدت روزر في نيوكاسل ، نيو ساوث ويلز في 18 مارس 1990م، وبدأ عرض الأزياء من سن 13 عامًا. كانت وجه قناة فوكس 8 لعام 2014. شاركت في التصفيات النهائية في مسابقة ملكة جمال الكون بأستراليا، بالإضافة إلى كونها متسابقة في الموسم الأول من The Face Australia، حيث كانت أول من تم إقصاؤها، وانتهت في المركز الثاني عشر. أصبحت فتاة غلاف مكسيم لشهر أكتوبر 2016.